# جان كارستينزون
جان كارستينزون (بالإنجليزية: Jan Carstenszoon)‏ كان مستكشفًا هولنديًا في القرن السابع عشر.